# Buor-Jurjach (affluente della Alazeja)
Il Buor-Jurjach (in russo Буор-Юрях?) è un fiume della Russia siberiana orientale, affluente di sinistra della Alazeja. Scorre nella Sacha-Jakuzia.
Il fiume ha origine sull'altopiano dell'Alazeja; scorre dapprima in direzione sud-orientale poi mediamente nord-orientale in un corso molto tortuoso in una zona ricca di laghi. Il basso corso si svolge parallelo all'Alazeja dove sfocia a 1 012 km dalla foce. Ha una lunghezza di 244 km; l'area del suo bacino è di 5 170 km².